# 연연 (영화)
"연연"은 한국에서 제작된 신경균 감독의 1960년 영화이다. 이민 등이 주연으로 출연하였고 김학성 등이 제작에 참여하였다.

## 출연

### 주연
- 이민
- 이민자
- 모니카유

## 기타
- 조명: 이병준
- 녹음: 최칠복
- 미술: 임명선